# Sportler des Jahres 1980 (Deutschland)
Die Sportler des Jahres 1980 in Deutschland wurden von den Fachjournalisten gewählt und am Jahresende im Sindelfingen ausgezeichnet. Veranstaltet wurde die Wahl zum 34. Mal von der Internationalen Sport-Korrespondenz (ISK).
Das Sportjahr wurde vom Boykott der Olympischen Spiele in Moskau, dem sich auch Deutschland anschloss, geprägt. In Jahren mit Olympischen Spielen finden nur wenige andere internationale Meisterschaften statt, so dass bei der Sportlerwahl weniger Athleten als üblich vertreten waren, die internationale Titel gewannen. Bei den Olympischen Winterspielen in Lake Placid gewann Deutschland keine Goldmedaille.

## Männer
| Platz | Sportler              | Sportart       | Punkte | Erfolge 1980                                                 |
| ----- | --------------------- | -------------- | ------ | ------------------------------------------------------------ |
| 1.    | Guido Kratschmer      | Leichtathletik | 2129   | Weltrekord Zehnkampf                                         |
| 2.    | Walter Röhrl          | Rallyesport    | 1672   | Weltmeister, Sieger Rallye Monte Carlo                       |
| 3.    | Karl-Heinz Rummenigge | Fußball        | 1510   | Europameister, Bundesliga-Torschützenkönig                   |
| 4.    | Anton Mang            | Motorradsport  | 0852   | Weltmeister 250-cm³-Klasse, Zweiter 350-cm³-Klasse           |
| 5.    | Thomas Wessinghage    | Leichtathletik | 0839   | Halleneuropameister 1500-Meter-Lauf                          |
| 6.    | Dietmar Mögenburg     | Leichtathletik | 0592   | Weltrekord Freiluft u. Halle, Halleneuropameister Hochsprung |
| 7.    | Robert Hübner         | Schach         | 0488   | Finalist WM-Kandidatenturnier                                |
| 8.    | Karl-Hans Riehm       | Leichtathletik | 0418   |                                                              |
| 9.    | Klaus Steinbach       | Schwimmen      | 0254   |                                                              |
| 10.   | Hans-Werner Grosse    | Segelfliegen   | 0245   | Diverse Rekorde Doppelsitzer                                 |

## Frauen
| Platz | Sportler          | Sportart                   | Punkte | Erfolge 1980                                                     |
| ----- | ----------------- | -------------------------- | ------ | ---------------------------------------------------------------- |
| 1.    | Irene Epple       | Ski Alpin                  | 1169   | Olympiazweite Riesenslalom                                       |
| 2.    | Dagmar Lurz       | Eiskunstlauf               | 0787   | Olympiadritte, Weltmeisterschafts- u. Europameisterschaftszweite |
| 3.    | Christa Kinshofer | Ski Alpin                  | 0737   | Olympiazweite Slalom, Fünfte Riesenslalom                        |
| 4.    | Annegret Richter  | Leichtathletik             | 0488   | Deutsche Meisterin 100- u. 200-Meter-Lauf, Sprintstaffel         |
| 5.    | Sabine Everts     | Leichtathletik             | 0186   | Dritte Halleneuropameisterschaften Weitsprung                    |
| 6.    | Birgit Friedmann  | Leichtathletik             | 0186   | Weltmeisterin 3000-Meter-Lauf                                    |
| 7.    | Carmen Rischer    | Rhythmische Sportgymnastik | 0167   | Europameisterschaftsdritte Reifen, Vierte Mehrkampf              |
| 8.    | Ina Beyermann     | Schwimmen                  | 0135   | Junioreneuropameisterin 200, 400 u. 800 Meter Freistil           |
| 9.    | Petra Ernert      | Rollkunstlauf              | 089    | Welt- u. Europameisterin                                         |
| 10.   | Karin Jäger       | Skilanglauf                | 061    |                                                                  |

## Mannschaften
| Platz | Sportler                        | Sportart       | Punkte | Erfolge 1980                                                            |
| ----- | ------------------------------- | -------------- | ------ | ----------------------------------------------------------------------- |
| 1.    | Fußballnationalmannschaft       | Fußball        | 1269   | Europameister                                                           |
| 2.    | TV Großwallstadt                | Handball       | 1240   | Europapokalsieger der Landesmeister, Deutscher Meister, DHB-Pokalsieger |
| 3.    | Biathlonstaffel Männer          | Biathlon       | 0539   | Olympiadritter                                                          |
| 4.    | FC Bayern München               | Fußball        | 0476   | Deutscher Meister, Halbfinalist UEFA-Pokal                              |
| 5.    | Hockeynationalmannschaft Frauen | Hockey         | 0142   |                                                                         |
| 6.    | Mannheimer ERC                  | Eishockey      | 096    | Deutscher Meister                                                       |
| 7.    | Eintracht Frankfurt             | Fußball        | 089    | UEFA-Pokalsieger                                                        |
| 8.    | Dressurreiter-Equipe            | Dressurreiten  | 080    |                                                                         |
| 9.    | Hamburger SV                    | Fußball        | 077    | Finalist Europapokal der Landesmeister                                  |
| 10.   | TSG Bremerhaven                 | Formationstanz | 070    | Weltmeister Lateinformation                                             |